# Peroksokwasy
Peroksokwasy (kwasy nadtlenowe, nadtlenokwasy) – związki chemiczne zawierające w swojej strukturze kwasową grupę −O−OH. Dwie główne grupy tych związków należą do pochodnych kwasów nieorganicznych, np. kwasu siarkowego oraz do pochodnych organicznych kwasów karboksylowych. Kwasy nadtlenowe są na ogół silnymi utleniaczami. 

## Nieorganiczne kwasy nadtlenowe

Kwas Caro

Kwas nadtlenosiarkowy (kwas Caro) jest najprawdopodobniej najważniejszym peroksokwasem nieorganicznym pod względem skali produkcji. Jest używany do wybielania miazgi drzewnej oraz usuwania cyjanków w przemyśle wydobywczym, m.in. w obróbce rud złota i srebra. Otrzymywany jest poprzez reakcję kwasu siarkowego z nadtlenkiem wodoru. Podobnie można otrzymać kwas nadtlenofosforowy.

Kwas nadtlenosiarkowy jest silnym utleniaczem: 
H2SO5 + 2H+ + 2e− → H2SO4 + H2O    E0 = –1,81V

## Organiczne kwasy nadtlenowe

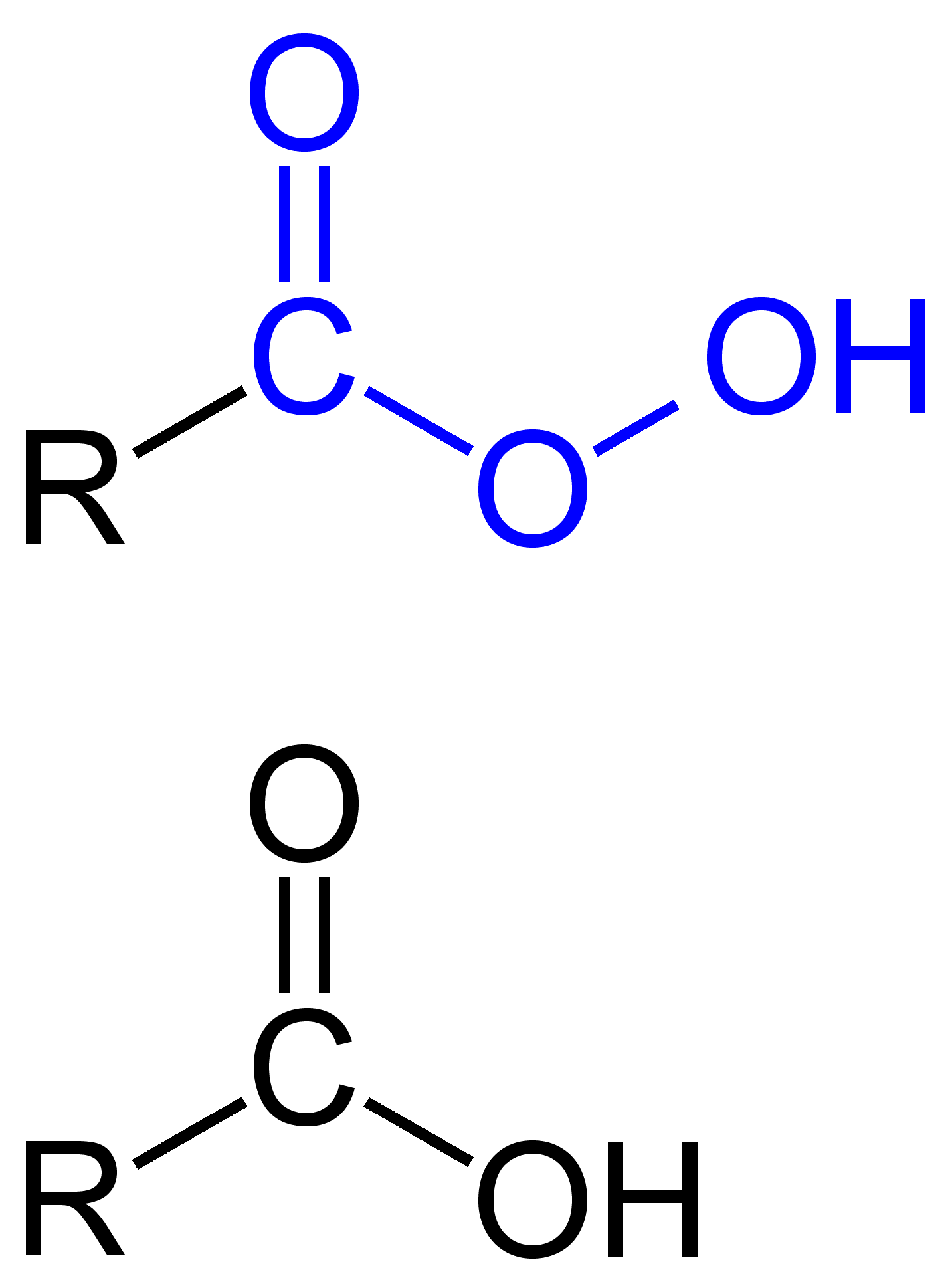
Porównanie budowy kwasu nadkarboksylowego i karboksylowego

Część znanych organicznych kwasów nadtlenowych jest stosowana w przemyśle. Mogą być przygotowane na kilka sposobów. Najczęściej, peroksokwasy są tworzone przez traktowanie nadtlenkiem wodoru odpowiedniego kwasu karboksylowego:
RCO2H + H2O2 ⇌ RCO3H + H2O
Podobna reakcja polega na reakcji z bezwodnikiem karboksylowym:
(RCO)2O + H2O2 → RCO3H + RCO2H
Powyższa metoda jest stosowana do konwersji bezwodników pierścieniowych do odpowiednich monoperoksokwasów, na przykład kwasu monoperoksoftalowego.

Trzecia metoda wymaga stosowania chlorków kwasowych.:
RC(O)Cl + H2O2 → RCO3H + HCl
W ten sposób otrzymywany jest między innymi kwas meta-chloroperoksobenzoesowy (mCPBA).

### Właściwości i zastosowanie
Karboksylowy kwas nadtlenowy jest ok. 1000-krotnie słabszy niż wyjściowy kwas karboksylowy. Spowodowane jest to brakiem stabilizacji rezonansowej anionu. Z tego samego powodu ich stałe pKa są względnie niezależne od podstawnika R.

Największe ilości organicznych kwasów nadtlenowych zużywa się do przekształcania alkenów do epoksydów. Pewne pierścieniowe ketony są przekształcane w estry za pomocą peroksokwasów w utlenianiu Baeyera-Villigera. Są także wykorzystywane do utleniania amin i tioeterów do tlenków amin i sulfotlenków. Karboksylowe kwasy nadtlenowe są używane również jako środki biobójcze oraz wybielające.